# Niêm hoa vi tiếu

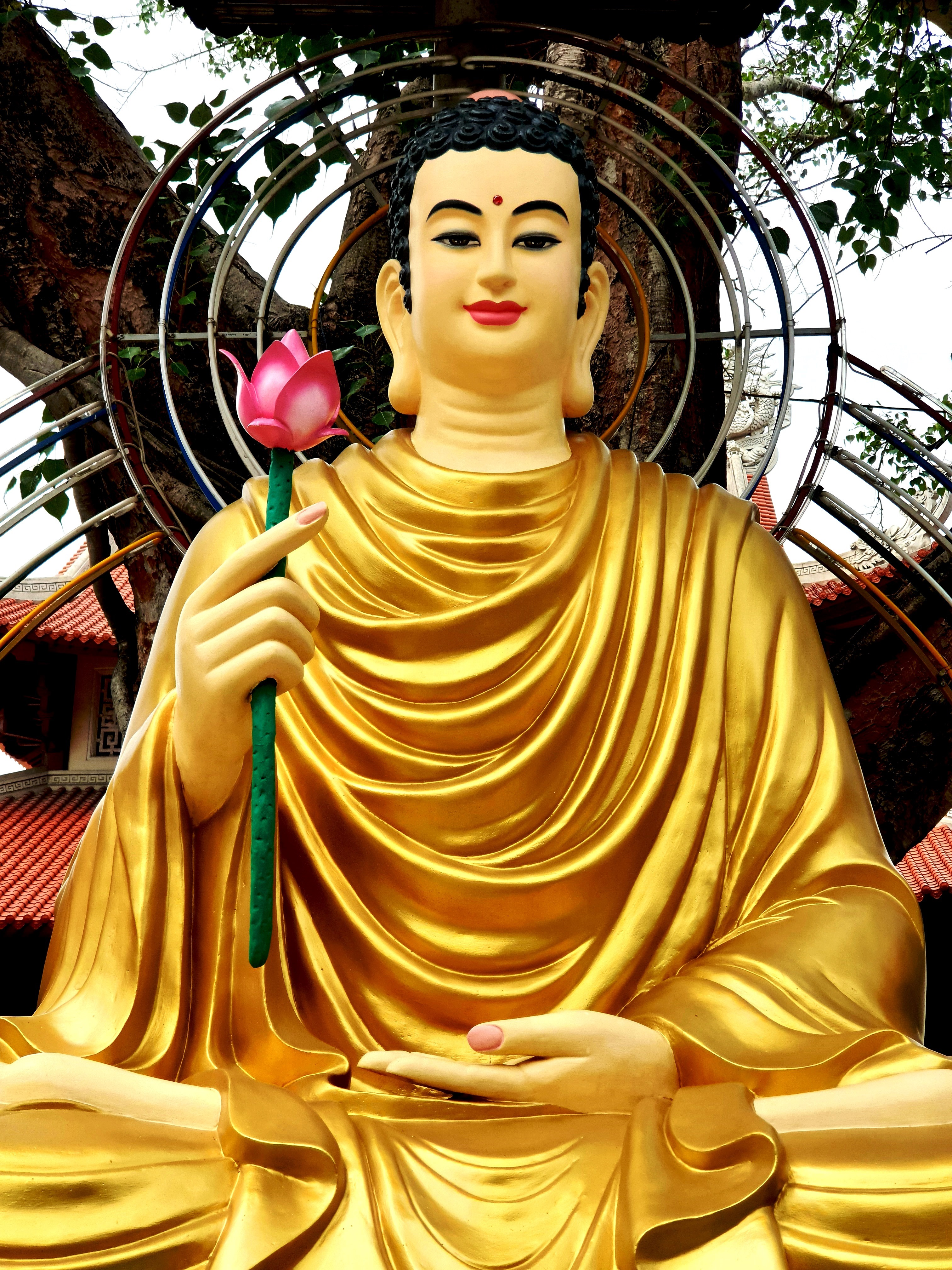
Tái hiện cảnh Đức Phật cầm hoa sen mỉm cười tại chùa Di Lặc ở Bình Tân

Niêm hoa vi tiếu (chữ Hán: 拈花微笑, ja. nenge-mishō, nghĩa Việt: cầm hoa mỉm cười), gọi đầy đủ là Niêm hoa thuấn mục phá nhan vi tiếu (chữ Hán: 拈花瞬目破顏微笑; Đưa hoa ra, trong chớp mắt thì chuyển mặt mỉm cười), là một giai thoại Thiền nổi tiếng, kể rằng Phật Thích-ca thông qua hành động im lặng cầm hoa truyền tâm ấn Bát-nhã cho tôn giả Ma-ha Ca-diếp. Giai thoại này được cho là bắt nguồn từ giới Thiền tông Trung Quốc, nhằm dẫn chứng cho hệ truyền thừa Thiền tông bắt nguồn từ Phật Thích-ca.

## Khái quát
Theo học giả Heinrich Dumoulin, giai thoại này được chép đầu tiên trong quyển Thiên thánh quảng đăng lục do Lý Tuân Úc biên soạn năm 1036.
| “                                                                        | ...Như Lai thuyết pháp tại Linh Sơn. Chư thiên dâng hoa. Thế Tôn cầm hoa đưa lên. Ca-diếp mỉm cười. Thế Tôn bảo với mọi người: "Ta có chính pháp nhãn tạng, Niết-bàn diệu tâm, giao cho Ma-ha Ca-diếp". | ” |
| — Lý Tuân Úc (李遵勗), Thiên thánh quảng đăng lục (天聖廣燈錄), quyển 2. | |   |

Giai thoại này về sau được Hối Ông Ngộ Minh ghi chép thêm chi tiết trong quyển Liên đăng hội yếu vào năm 1183.
| “                                                            | ...Đức Thế Tôn trên Hội Linh Sơn, đưa hoa ra dạy chúng, đại chúng đều im lặng, chỉ có Ca-diếp chuyển mặt mỉm cười. Thế Tôn bảo rằng: "Ta có Chánh Pháp Nhãn Tạng, tâm vi diệu Niết-bàn, thật tướng không tướng, pháp môn vi diệu, chẳng lập cước trên chữ nghĩa, truyền riêng ngoài giáo lệ, nay phó chúc cho Ma-ha Ca-diếp". | ” |
| — Hối Ông Ngộ Minh (晦翁悟明), Liên đăng hội yếu (聯燈會要). | |   |

Quyển này còn ghi lại hệ thống truyền thừa của Thiền tông, từ 7 vị Phật quá khứ, đến Đức Phật Thích-ca Mâu-ni, rồi 28 vị tổ Ấn Độ, sau đó truyền đến 6 vị tổ Trung Hoa, và khoảng 600 vị thiền sư Trung Hoa khác. Từ thời Tống trở đi, trong giới Thiền tông rất thịnh hành giai thoại này, căn cứ chủ yếu vào Đại Phạm Thiên vương vấn Phật quyết nghi kinh, nương vào thuyết cho rằng Tôn giả Ma-ha Ca-diếp là sơ Tổ của Thiền tông Ấn Độ.
Tuy nhiên, thuyết "Niêm hoa vi tiếu" vẫn còn nhiều vấn đề tồn nghi, chưa sáng tỏ. Nếu như sự kiện Tôn giả Ma-ha Ca-diếp giữ vai trò lãnh đạo tăng đoàn sau khi Đức Phật nhập diệt được ghi nhập rõ ràng trong kinh văn Phật giáo sơ kỳ thông qua Đại hội kết tập lần thứ nhất,, trong Kinh văn Đại thừa, sự kiện Ma-ha Ca-diếp nhận phó chúc chánh pháp từ Phật Thích-ca chỉ được nêu trong Niết-bàn kinh. Sự kiện "Niêm hoa vi tiếu" chỉ được nhắc đến nhiều trong các tài liệu Thiền tông như "Thiền tông tụng cổ liên châu thông tập","Tông thống biên niên",...